# 朱莉·安东尼
朱莉·安东尼（英語：Julie Anthony，1948年1月13日—），美国女子网球运动员，曾代表斯坦福大学参加美国校际网球比赛，1969年成为职业球手。她曾获得1975年法国网球公开赛女子双打亚军。她于1979年退役。